# Eupeodes rojasi
Eupeodes rojasi är en tvåvingeart som beskrevs av Louis Jan Josef Marnef 1999.
Eupeodes rojasi ingår i släktet fältblomflugor och familjen blomflugor. Inga underarter finns listade i Catalogue of Life.